# Daniel Alejandro Torres
Daniel Alejandro Torres Rojas (Bogotá, 15 de noviembre de 1989) es un futbolista colombiano que juega como centrocampista y actualmente juega en el Independiente Santa Fe de la Categoría Primera A de Colombia.

## Trayectoria
Es un jugador formado en el Santa Fe en el que debutó en 2008 y jugó durante 3 temporadas hasta que salió en 2011 rumbo al Atlético Nacional.
De nuevo Santa Fe le tendió la mano en los momentos difíciles, y lo anunció como refuerzo para el año 2012. De ahora en adelante Daniel Torres fue titular indiscutible del equipo albirrojo siendo uno de los jugadores más destacados durante el primer semestre que terminó con la conquista del Torneo Apertura, y acabando así 36 años y medio sin títulos de liga para Independiente Santa Fe. Cabe destacar que Torres fue uno de los jugadores más destacados en ese semestre, y que ese nivel lo mantendría durante el resto del año. Para el 2013, Torres ayuda a Santa Fe a ganar la Superliga de Colombia, y también hace parte del plantel que llega a semifinales de la Copa Libertadores. En el 2014, tras la renuncia del técnico Wilson Gutiérrez, llega el argentino Gustavo Costas, que le ayuda a Torres a recuperar su mejor nivel. A final de año, Independiente Santa Fe gana el Torneo Finalización, con Torres como uno de los mejores jugadores del plantel. 
El 2015, Independiente Santa Fe gana su segunda Superliga de Colombia, y tiene una destacada participación en la Copa Libertadores; donde llegaría hasta los cuartos de final, y en donde Torres demostró estar a un gran nivel. Tras varios años defendiendo la camiseta cardenal, Daniel Alejandro deja Santa Fe, y es confirmado como nuevo jugador del Independiente Medellín.
Tras salir de Santa Fe, Daniel llegó a la capital del departamento de Antioquia, para reforzar la mitad de la cancha del Independiente Medellín. Su debut con el equipo rojo de Medellín fue el sábado 11 de julio de 2015 frente al Once Caldas con una muy buena actuación. Daniel Torres se apoderó de la capitanía del Independiente Medellín en el Torneo Finalización del 2015, fue el jugador que más partidos jugó con Independiente Medellín.
Su primer gol lo marcaría el 2 de noviembre marcando el empate a un gol en la visita a Alianza Petrolera con un tiro penal criticado. Volverá a  marcar cinco días después en la victoria 2 a 0 sobre Millonarios. Le daría el empate al Independiente Medellín el 28 de febrero de 2016 en el clásico frente al Deportivo Cali.
Gracias a sus buenas actuaciones, es convocado a la Selección Colombia. En el 2016, Daniel sigue con un gran nivel donde tuvo muy buenos partidos, siendo también uno de los mejores jugadores de la Liga Águila. Torres terminó de la mejor manera el primer semestre del 2016, consiguiendo el título del Torneo Apertura; siendo uno de los mejores jugadores del semestre.
El 19 de julio de 2016 es anunciado como nuevo jugador del Deportivo Alavés de la Primera División de España por un contrato de cuatro años. Debutaría el 21 de agosto en el empate a un gol frente al Atlético de Madrid jugando todo el partido. El 27 de mayo de 2017, el de Cáqueza, se proclama subcampeón de la Copa del Rey tras perder en la final ante el Barcelona por 3-1.
Luego de una buena primera temporada en el conjunto alavesista, a partir de entonces empieza a contar con menos minutos para sus diferentes entrenadores: Luis Zubeldia, Gianni De Biasi y Abelardo Fernández. 
El 31 de enero de 2019 fue anunciada su cesión al Albacete Balompié de la Segunda División de España hasta el final de la temporada. Debutó el 2 de febrero en la victoria por 1-3 como visitantes contra Córdoba CF, siendo titular. Con el equipo manchego jugó el play-off de ascenso a Primera División. 
El 31 de enero de 2020, tras desvincularse del Deportivo Alavés, firmó como nuevo jugador del Real Zaragoza de la Segunda División de España, con el que disputó 13 partidos, incluyendo también el play-off de ascenso.  
El 5 de febrero de 2021, tras varios días de negociaciones, se hacía oficial su regreso como agente libre al Albacete Balompié de la Segunda División española, firmando contrato hasta final de temporada.
El 31 de agosto de 2021, firma por el Castellón de la Primera División RFEF.
El 8 de agosto de 2022 se confirma su regreso al Fútbol Profesional Colombiano para actuar nuevamente con el Independiente Medellín, cumpliendo de esta manera su segundo ciclo con el equipo rojo de Antioquia.
El 2 de diciembre de 2024, en pleno Clásico bogotano frente a Millonarios alcanzó su partido #300 al servicio de Santa Fe , siendo homenajeado por el club una semana más tarde.

## Selección nacional
El 6 de noviembre de 2015 fue convocado por José Pékerman para los partidos de las Eliminatorias a Rusia 2018 ante Chile y Argentina. Debutó el 12 de noviembre con la camiseta tricolor en el empate 1-1 contra la Selección de Chile.

### Participaciones enEliminatorias al Mundial
| Eliminatoria                        | Sede del Mundial | Posición      | Resultado   | PJ | GA | Asis |
| ----------------------------------- | ---------------- | ------------- | ----------- | -- | -- | ---- |
| Eliminatorias Mundial de Rusia 2018 | Rusia            | 4°lugar 27pts | Clasificado | 7  | 0  | 0    |

### Participaciones enCopas América
| Torneo                  | Sede           | Resultado    | PJ | GA | Asis |
| ----------------------- | -------------- | ------------ | -- | -- | ---- |
| Copa América Centenario | Estados Unidos | Tercer lugar | 5  | 0  | 0    |

## Clubes
| Club                   | País     | Año             |
| ---------------------- | -------- | --------------- |
| Independiente Santa Fe | Colombia | 2007 - 2011     |
| Atlético Nacional      | Colombia | 2011            |
| Independiente Santa Fe | Colombia | 2012 - 2015     |
| Independiente Medellín | Colombia | 2015 - 2016     |
| Deportivo Alavés       | España   | 2016 - 2019     |
| Albacete Balompié      | España   | 2019            |
| Real Zaragoza          | España   | 2020            |
| Albacete Balompié      | España   | 2021            |
| Castellón              | España   | 2021 - 2021     |
| Independiente Medellín | Colombia | 2022 - 2023     |
| Independiente Santa Fe | Colombia | 2024 - presente |

## Estadísticas
Actualizado el 8 de diciembre de 2024
| Club | Div.                | Temporada           | Liga  | Liga  | Liga  | Copa Nacional (1) | Copa Nacional (1) | Copa Nacional (1) | Copa Internacional (2) | Copa Internacional (2) | Copa Internacional (2) | Total | Total | Total |
| Club | Div.                | Temporada           | Part. | Goles | Asis. | Part.             | Goles             | Asis.             | Part.                  | Goles                  | Asis.                  | Part. | Goles | Asis. |
| --- | ------------------- | ------------------- | ----- | ----- | ----- | ----------------- | ----------------- | ----------------- | ---------------------- | ---------------------- | ---------------------- | ----- | ----- | ----- |
| Independiente Santa Fe · Colombia | 1.ª                 | 2008                | 5     | 0     | 0     | 7                 | 0                 | 0                 | —                      | —                      | —                      | 12    | 0     | 0     |
| Independiente Santa Fe · Colombia | 1.ª                 | 2009                | 17    | 0     | 0     | 9                 | 0                 | 0                 | —                      | —                      | —                      | 28    | 0     | 0     |
| Independiente Santa Fe · Colombia | 1.ª                 | 2010                | 21    | 0     | 0     | 7                 | 0                 | 0                 | 6                      | 0                      | 0                      | 34    | 0     | 0     |
| Independiente Santa Fe · Colombia | 1.ª                 | 2011                | 13    | 0     | 0     | 4                 | 0                 | 0                 | —                      | —                      | —                      | 17    | 0     | 0     |
| Independiente Santa Fe · Colombia | 1.ª                 | 2012                | 21    | 0     | 0     | 6                 | 0                 | 0                 | —                      | —                      | —                      | 27    | 0     | 0     |
| Independiente Santa Fe · Colombia | 1.ª                 | 2013                | 38    | 0     | 0     | 4                 | 0                 | 0                 | 12                     | 0                      | 0                      | 54    | 0     | 0     |
| Independiente Santa Fe · Colombia | 1.ª                 | 2014                | 36    | 2     | 0     | 11                | 0                 | 0                 | 8                      | 1                      | 0                      | 55    | 2     | 0     |
| Independiente Santa Fe · Colombia | 1.ª                 | 2015                | 13    | 0     | 0     | 2                 | 0                 | 0                 | 8                      | 0                      | 0                      | 23    | 0     | 0     |
| Independiente Santa Fe · Colombia | 1.ª                 | 2024                | 49    | 3     | 2     | 4                 | 0                 | 0                 | —                      | —                      | —                      | 53    | 3     | 2     |
| Independiente Santa Fe · Colombia | Total               | Total               | 213   | 5     | 2     | 54                | 0                 | 0                 | 34                     | 1                      | 0                      | 301   | 6     | 2     |
| Atlético Nacional · Colombia | 1.ª                 | 2011                | 12    | 0     | 0     | 4                 | 0                 | 0                 | —                      | —                      | —                      | 16    | 0     | 0     |
| Atlético Nacional · Colombia | Total               | Total               | 12    | 0     | 0     | 4                 | 0                 | 0                 | —                      | —                      | —                      | 16    | 0     | 0     |
| Independiente Medellín · Colombia | 1.ª                 | 2015                | 23    | 2     | 0     | 6                 | 0                 | 0                 | —                      | —                      | —                      | 29    | 2     | 0     |
| Independiente Medellín · Colombia | 1.ª                 | 2016                | 18    | 1     | 0     | 1                 | 0                 | 0                 | —                      | —                      | —                      | 19    | 1     | 0     |
| Independiente Medellín · Colombia | 1.ª                 | 2022                | 16    | 0     | 0     | 2                 | 0                 | 0                 | —                      | —                      | —                      | 18    | 0     | 0     |
| Independiente Medellín · Colombia | 1.ª                 | 2023                | 50    | 3     | 7     | 4                 | 0                 | 0                 | 11                     | 0                      | 0                      | 65    | 3     | 7     |
| Independiente Medellín · Colombia | Total               | Total               | 107   | 6     | 7     | 13                | 0                 | 0                 | 11                     | 0                      | 0                      | 131   | 6     | 7     |
| Deportivo Alavés · España | 1.ª                 | 2016-17             | 21    | 0     | 0     | 5                 | 0                 | 0                 | —                      | —                      | —                      | 26    | 0     | 0     |
| Deportivo Alavés · España | 1.ª                 | 2017-18             | 18    | 0     | 0     | 5                 | 0                 | 1                 | —                      | —                      | —                      | 23    | 0     | 1     |
| Deportivo Alavés · España | 1.ª                 | 2018-19             | 2     | 0     | 0     | 1                 | 0                 | 0                 | —                      | —                      | —                      | 3     | 0     | 0     |
| Deportivo Alavés · España | Total               | Total               | 41    | 0     | 0     | 11                | 0                 | 1                 | —                      | —                      | —                      | 52    | 0     | 1     |
| Albacete Balompié · España | 2.ª                 | 2018-19             | 18    | 0     | 0     | —                 | —                 | —                 | —                      | —                      | —                      | 18    | 0     | 0     |
| Albacete Balompié · España | 2.ª                 | 2020-21             | 17    | 1     | 0     | —                 | —                 | —                 | —                      | —                      | —                      | 17    | 1     | 0     |
| Albacete Balompié · España |                     | Total               | 35    | 1     | 0     | —                 | —                 | —                 | —                      | —                      | —                      | 35    | 1     | 0     |
| Real Zaragoza · España | 2.ª                 | 2019-20             | 13    | 0     | 1     | —                 | —                 | —                 | —                      | —                      | —                      | 13    | 0     | 1     |
| Real Zaragoza · España |                     | Total               | 13    | 0     | 1     | —                 | —                 | —                 | —                      | —                      | —                      | 13    | 0     | 1     |
| Deportivo Castellón · España | 3.ª                 | 2021-22             | 34    | 1     | 0     | 1                 | 0                 | 0                 | —                      | —                      | —                      | 35    | 1     | 0     |
| Deportivo Castellón · España |                     | Total               | 34    | 1     | 0     | 1                 | 0                 | 0                 | —                      | —                      | —                      | 35    | 1     | 0     |
| Total en su carrera | Total en su carrera | Total en su carrera | 455   | 13    | 10    | 83                | 0                 | 1                 | 45                     | 1                      | 0                      | 583   | 13    | 11    |
| (1) Incluye datos de Copa Colombia (2011-Act), Superliga de Colombia (2013 y 2014) y Copa del Rey (2016-17, 2017-18, 2018-19 y 2021-22).(2) Incluye datos de la Copa Sudamericana (2010 y 2023) y Copa Libertadores (2013, 2014, 2015 y 2023). |                     |                     |       |       |       |                   |                   |                   |                        |                        |                        |       |       |       |

## Palmarés

### Campeonatos nacionales
| Título                | Club                   | País     | Año  |
| --------------------- | ---------------------- | -------- | ---- |
| Copa Colombia         | Independiente Santa Fe | Colombia | 2009 |
| Torneo Apertura       | Independiente Santa Fe | Colombia | 2012 |
| Superliga de Colombia | Independiente Santa Fe | Colombia | 2013 |
| Torneo Finalización   | Independiente Santa Fe | Colombia | 2014 |
| Superliga de Colombia | Independiente Santa Fe | Colombia | 2015 |
| Torneo Apertura       | Independiente Medellín | Colombia | 2016 |
| Torneo Apertura       | Independiente Santa Fe | Colombia | 2025 |

## Plano personal
En octubre de 2016, Torres produjo un video en el que instaba a los colombianos a no apoyar el acuerdo de paz entre el gobierno  colombiano y las FARC-EP.  Torres es cristiano devoto, y citó su oposición al entonces presidente Juan Manuel Santos, ya que Santos no puso a Jesús en el centro de su política. 